# Phiomia
Phiomia is een geslacht van uitgestorven slurfdieren uit het Laat-Eoceen tot Vroeg-Oligoceen van Oost-Afrika en vertegenwoordigt, na Moeritherium, een volgende stap in de evolutie van deze zoogdierorde tot de huidige olifanten. Dit dier, dat ongeveer 35 miljoen jaar geleden leefde in het Oligoceen, bewoonde net als zijn voorouder oevers van meren en rivieren en voedde zich met waterplanten. Met een schouderhoogte van ongeveer 1,40 meter was het iets groter dan Moeritherium en stond het op relatief hoge poten. Mogelijk had het dier al een duidelijk ontwikkelde slurf, hetgeen kan worden afgeleid uit de grote neusopening en het verkleinde neusbeen. Fossielen zijn onder andere gevonden in Egypte. De twee soorten Phiomia major Sanders, Kappelman & Rasmussen 2004 en Phiomia serridens Andrews & Beadnell 1902 worden tegenwoordig erkend.

## Beschrijving
Door de verdere vermindering van het aantal tanden en de opbouw van de kiezen was het gebit al beduidend moderner dan dat van de vroegere zoogdieren. Alle tanden waren echter tegelijkertijd in functie, waardoor het dier nog steeds de verticale tandwisseling had en dus duidelijk verschilde van de latere slurfdieren. De tandformule was: 1.0.3.31.0.2.3. De kiezen vertoonden een lophodonte tandstructuur. De laatste premolaar had twee dwarse ribbels, terwijl alle kiezen er drie hadden (trilophodont). De snijtanden waren veranderd in slagtanden. Phiomia had één slagtand per kaaktak. Ze hadden aanvankelijk een ronde dwarsdoorsnede bij de alveoli en werden steeds smaller naar de punt toe met een ovale doorsnede. Ze vertoonden een duidelijke neerwaartse kromming en sommige bereikten een lengte van meer dan 45 centimeter. De onderste slagtanden waren aanzienlijk korter en meer recht van vorm.
Phiomia is een van de rijke vondsten van gewervelde fossielen die zijn ontdekt in het Fayyum-gebied van Egypte. De trilophodonte structuur van de kiezen plaatst het slurfdierengeslacht in de Elephantiformes. Het vertegenwoordigt een zusterclade van Palaeomastodon. Onder de afstammelingen van Phiomia bevinden zich de gomphotheren en later de echte olifanten met de mammoeten en de huidige olifantensoort. Palaeomastodon evolueerde naar de mammoeten.
De eerste wetenschappelijke beschrijving van Phiomia werd uitgevoerd in 1902 door Charles William Andrews en Hugh John Llewellyn Beadnell. Het was gebaseerd op een onder- en bovenkaakfragment, die elk nog hun slagtanden hadden. De vondsten kwamen uit El Fayum. Vanwege de speciale vorm van de slagtanden gingen beide auteurs ervan uit dat de fossielen de overblijfselen waren van een vertegenwoordiger van de Creodonta. Slechts vier jaar later verwees Andrews Phiomia naar de slurfdieren in zijn cataloguswerk over de fossielen van Fayum.
De tanden werden vermoedelijk gebruikt om waterplanten los te trekken.